# 1052
| [ Edytuj tabelę ]          |                                    |
| Książę Polski              | - 1034 Kazimierz I Odnowiciel 1058 |
| Król Angkoru               | - 1048 Udajaditjawarman II 1066    |
| Król Anglii                | - 1042 Edward Wyznawca 1066        |
| Król Aragonii i Nawarry    | - 1035 Ramiro I 1063               |
| Hrabia Barcelony           | - 1035 Rajmund Berengar I 1076     |
| Książę Bawarii             | - 1049 Konrad I 1053               |
| Książę Burgundii           | - 1032 Robert I 1076               |
| Cesarz Bizancjum           | - 1042 Konstantyn IX Monomach 1055 |
| Cesarz Chin                | - 1022 Song Renzong 1063           |
| Książę Czech               | - 1035 Brzetysław I 1055           |
| Król Danii                 | - 1047 Swen II Estrydsen 1074      |
| Władca Egiptu              | - 1036 Al-Mustansir 1094           |
| Król Francji               | - 1031 Henryk I 1060               |
| Król Gruzji                | - 1027 Bagrat IV 1072              |
| Hrabia Holandii            | - 1049 Floris I 1061               |
| Cesarz Japonii             | - 1045 Go-Reizei 1068              |
| Kalif                      | - 1031 Al-Ka’im 1075               |
| Król Kastylii              | - 1035 Ferdynand I Wielki 1065     |
| Wielki książę Kijowa       | - 1019 Jarosław Mądry 1054         |
| Patriarcha Konstantynopola | - 1043 Michał I Cerulariusz 1058   |
| Władca Korei               | - 1046 Munjong 1083                |
| Król Leónu                 | - 1037 Ferdynand I Wielki 1065     |
| Król Norwegii              | - 1045 Harald III Srogi 1066       |
| Książę Obodrzyców          | - 1043 Gotszalk 1066               |
| Hrabia Palatynatu          | - 1045 Henryk I ze Szwabii 1061    |
| Papież                     | - 1049 Leon IX 1054                |
| Hrabia Portugalii          | - 1050 Nuno II 1071                |
| Cesarz rzymski (niemiecki) | - 1046 Henryk III 1056             |
| Książę Saksonii            | - 1011 Bernard II 1059             |
| Król Szkocji               | - 1040 Makbet 1057                 |
| Król Szwecji               | - 1050 Emund Stary 1060            |
| Doża Wenecji               | - 1043 Domenico Contarini 1071     |
| Król Węgier                | - 1047 Andrzej I 1061              |

Rok 1052 / MLII
stulecia: X wiek ~
XI wiek ~
XII wiek

lata: 1042 «
1047 «
1048 «
1049 «
1050 «
1051 «
1052
» 1053
» 1054
» 1055
» 1056
» 1057
» 1062

## Wydarzenia na świecie
- 8 października – Erhard z Ratyzbony został ogłoszony świętym przez papieża Leona IX.

## Urodzili się
- Jón Ögmundarson, islandzki duchowny katolicki, biskup Hólaru, uznany przez islandzki Kościół katolicki za świętego (zm. 1121)
- Mãn Giác - wietnamski mistrz thiền ze szkoły vô ngôn thông (zm. 1096)

## Zmarli
- Xuedou Chongxian – chiński mistrz chan ze szkoły yunmen (ur. 980)
- 6 marca – Emma z Normandii, królowa Anglii, córka Ryszarda I, małżonka kolejno Etelreda II Bezradnego i Kanuta Wielkiego (ur. ok. 988)
- 14 grudnia – Aaron, opat klasztoru Sankt Martin w Kolonii, autor traktatów poświęconych muzyce